# スタラ・ザゴラ州

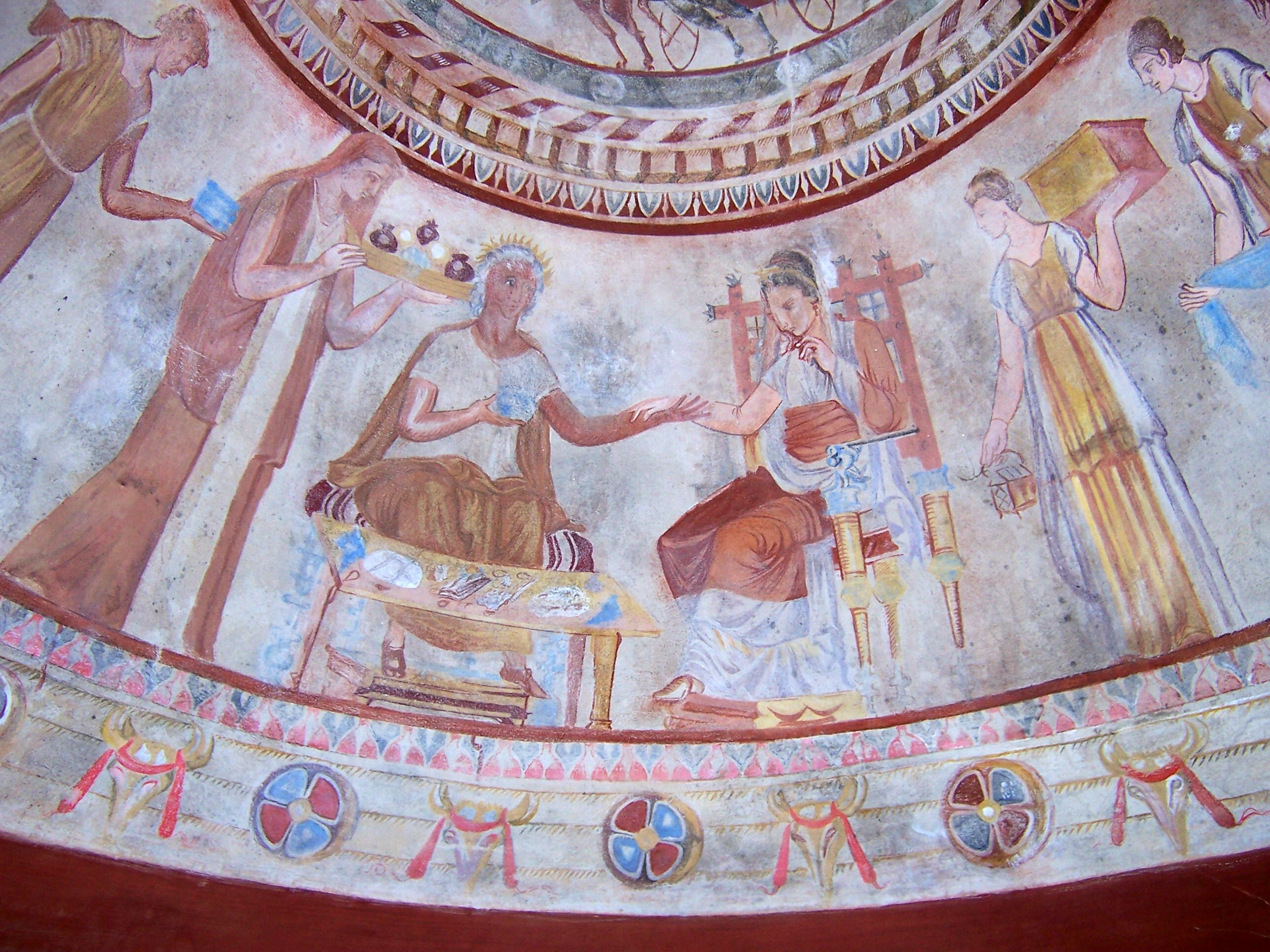
世界遺産・カザンラクのトラキア人の墳墓

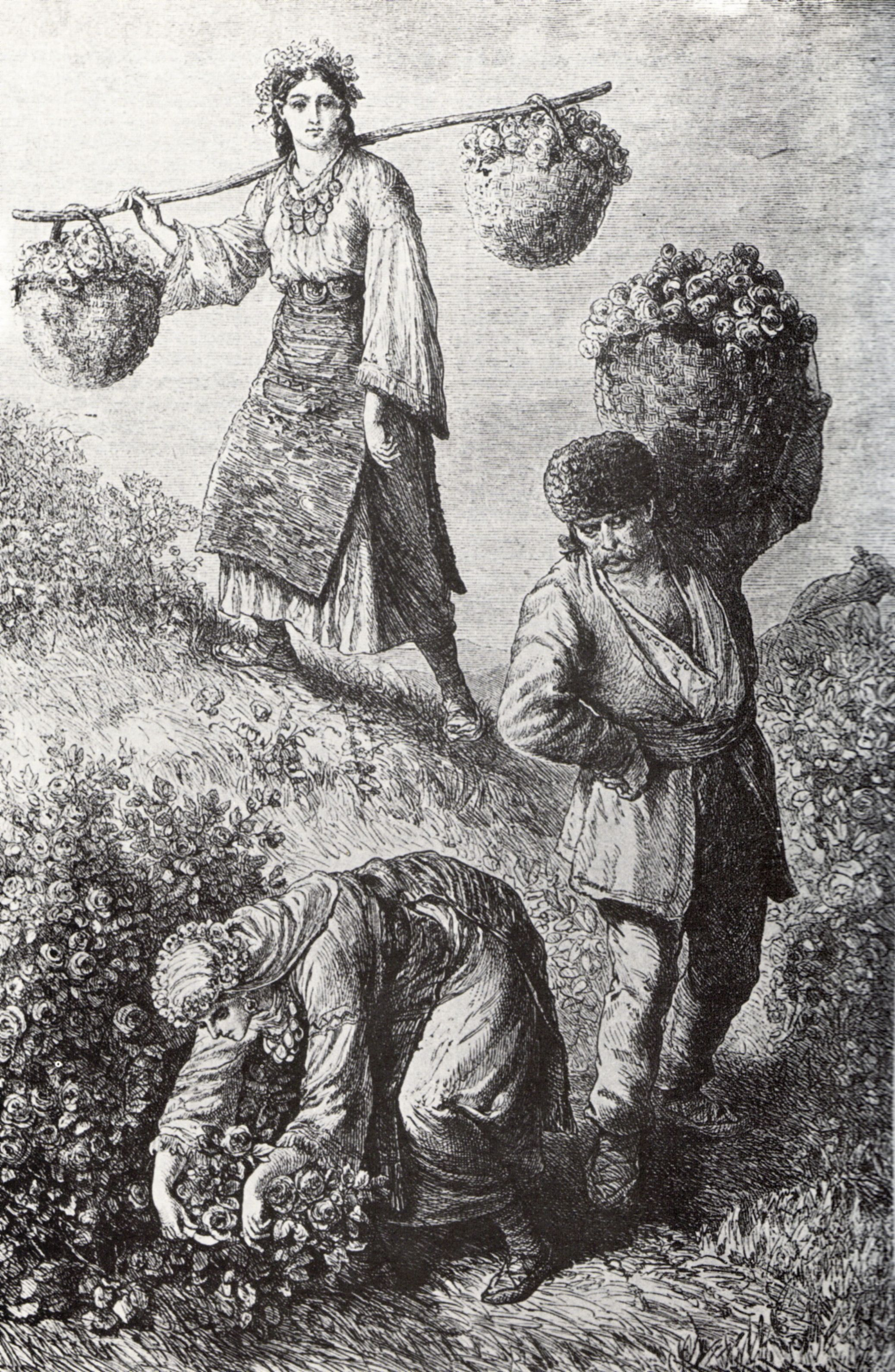
バラの谷でのバラ摘み風景。1870年代に描かれたもの。

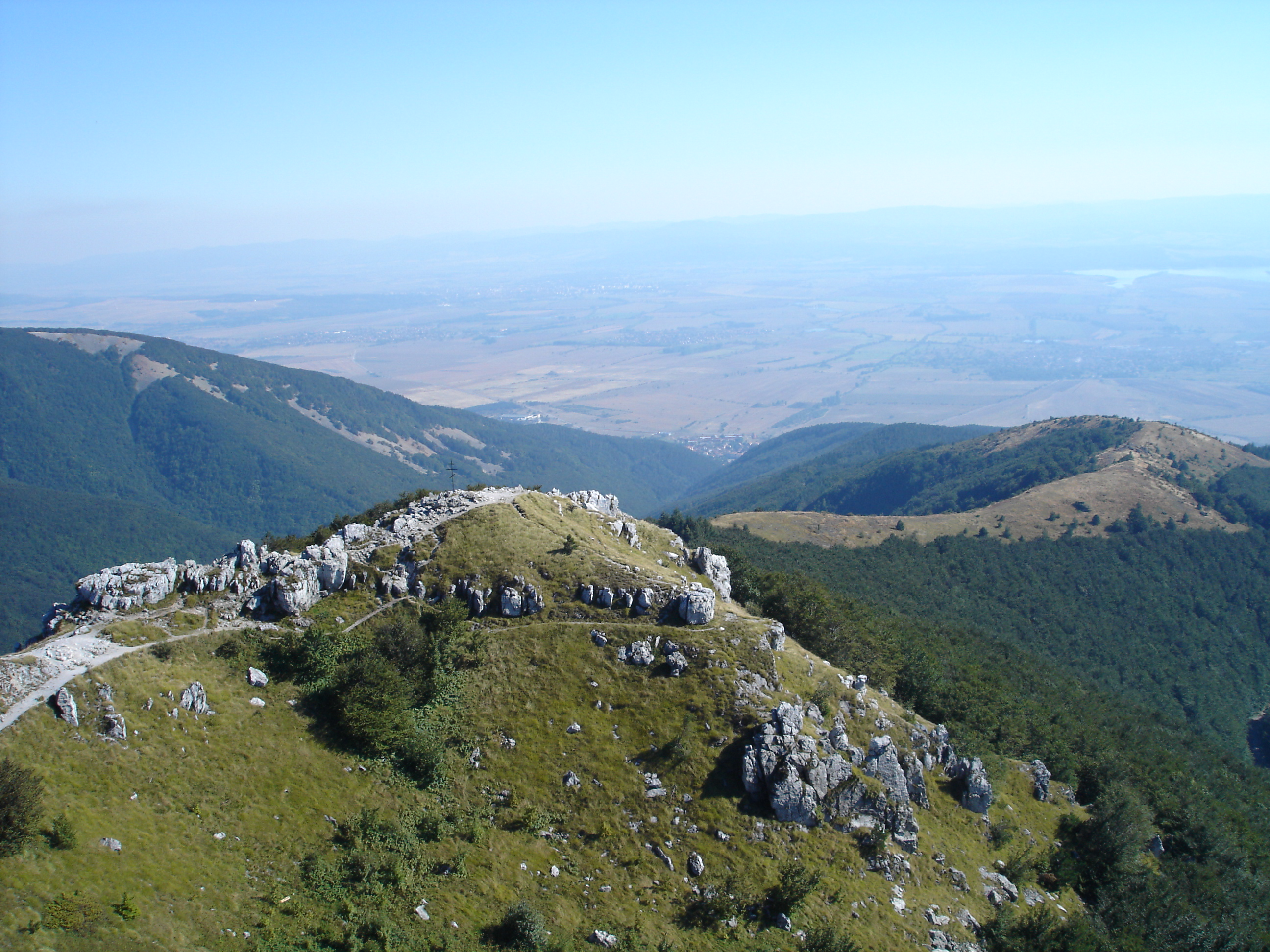
シプカ峠の眺め

スタラ・ザゴラ州（スタラ・ザゴラしゅう、ブルガリア語: Област Стара Загора, ラテン文字転写: Oblast Stara Zagora）はブルガリア中南部に位置する州。

## 基礎自治体
スタラ・ザゴラ州の基礎自治体は次の通り。

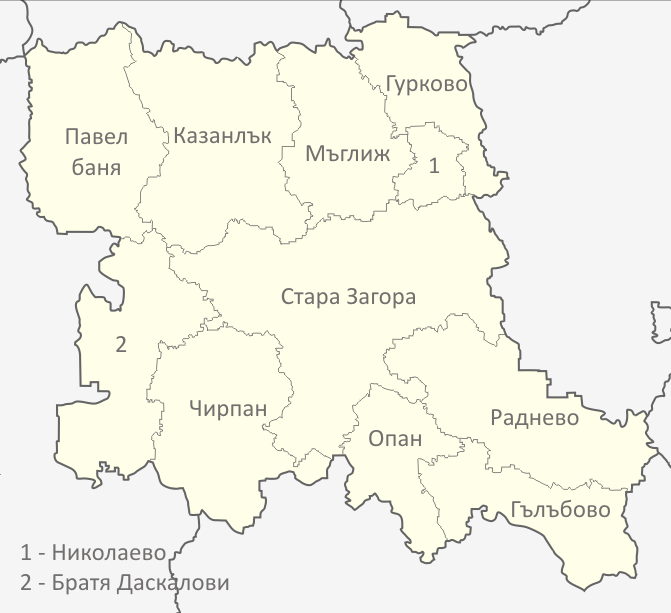
スタラ・ザゴラ州の基礎自治体

- ブラテャ・ダスカロヴィ（Братя Даскалови、Bratya Daskalovi））
- チルパン（Чирпан、Chirpan）
- グルロヴォ（Гълъбово、Galabovo）
- グルコヴォ（Гурково、Gurkovo）
- カザンラク（Казанлък、Kazanlak）
- ムグリジュ（Мъглиж、Maglizh）
- ニコラエヴォ（Николаево、Nikolaevo）
- オパン（Опан、Opan）
- パヴェル・バニャ（Павел баня、Pavel Banya）
- ラドネヴォ（Раднево、Radnevo）
- スタラ・ザゴラ（Стара Загора、Stara Zagora）、トルコ語名エスキ・ザウラ（Eski Zağra）

## 地理
スタラ・ザゴラ州はブルガリアを東西に貫くバルカン山脈の南側に位置しており、比較的温暖な気候となっている。州の中央をスレドナ山脈が貫き、その北にはカザンラク、南にはスタラ・ザゴラの町がある。バルカン山脈とスレドナ山脈に挟まれたカザンラクには世界有数のバラの産地、バラの谷があり、谷の中央にはトゥンジャ川（Тунджа、Tundzha）が流れている。スタラ・ザゴラ州の周囲には、西にプロヴディフ州、南にハスコヴォ州、東にスリヴェン州、北にはヴェリコ・タルノヴォ州およびガブロヴォ州がある。

## スタラ・ザゴラ
州都のスタラ・ザゴラは新石器時代に起源をもつ古い町で、古代トラキア人、古代ギリシア、古代ローマ帝国などの遺跡が多くのこされている。2004年10月、スタラ・ザゴラはチューリヒ、アンダルシア、フランデレンと共に「ヨーロッパ最高の生活品質」の地に選ばれた。選出したのはフィナンシャル・タイムズ・グループの「fDi Magazine」である。

## カザンラク
カザンラク周辺にはかつて古代トラキアの首都セウトポリス（en）が置かれていた。彼らにより建造されたカザンラクのトラキア人の墳墓は紀元前4世紀ごろのものと推定され、世界遺産に登録されている。また、シプカ峠はカザンラクからバルカン山脈を超えてヴェリコ・タルノヴォにいたる道の途中に位置する峠で、露土戦争の激戦地となった場所でもある。カザンラクはバルカン山脈とスレドナ山脈の間に位置し、両者にはさまれたバラの谷（Розова долина、Rozova Dolina、en）は世界有数のバラの産地となっており、ローズ・オイル用のバラの70%が生産されている。バラの収穫期を迎える5月にはバラ祭りも開催され、バルカン半島を中心に外国からも多くのグループが集まり、民族舞踊や音楽を披露する。

## 人口
スタラ・ザゴラ州の人口は40万人弱であり、うち18万人程度はスタラ・ザゴラ、8万人程度はカザンラクに住んでいる。スタラ・ザゴラ州の民族別人口比率は次の通りである。
- 86.2% ブルガリア人
- 5.0% トルコ人
- 7.2% ロマ